# Augustusbogen (Fano)

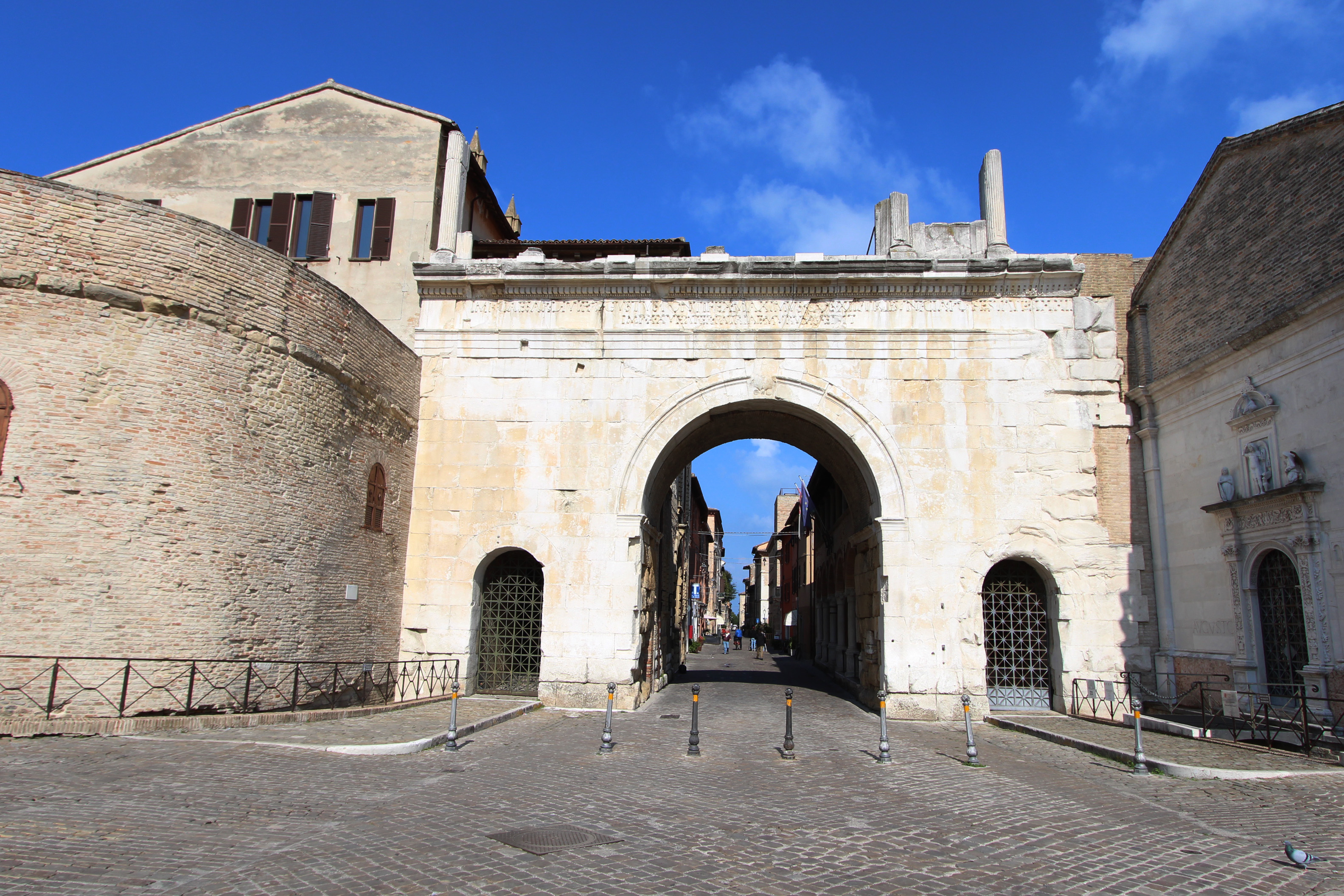
Der Augustusbogen in Fano

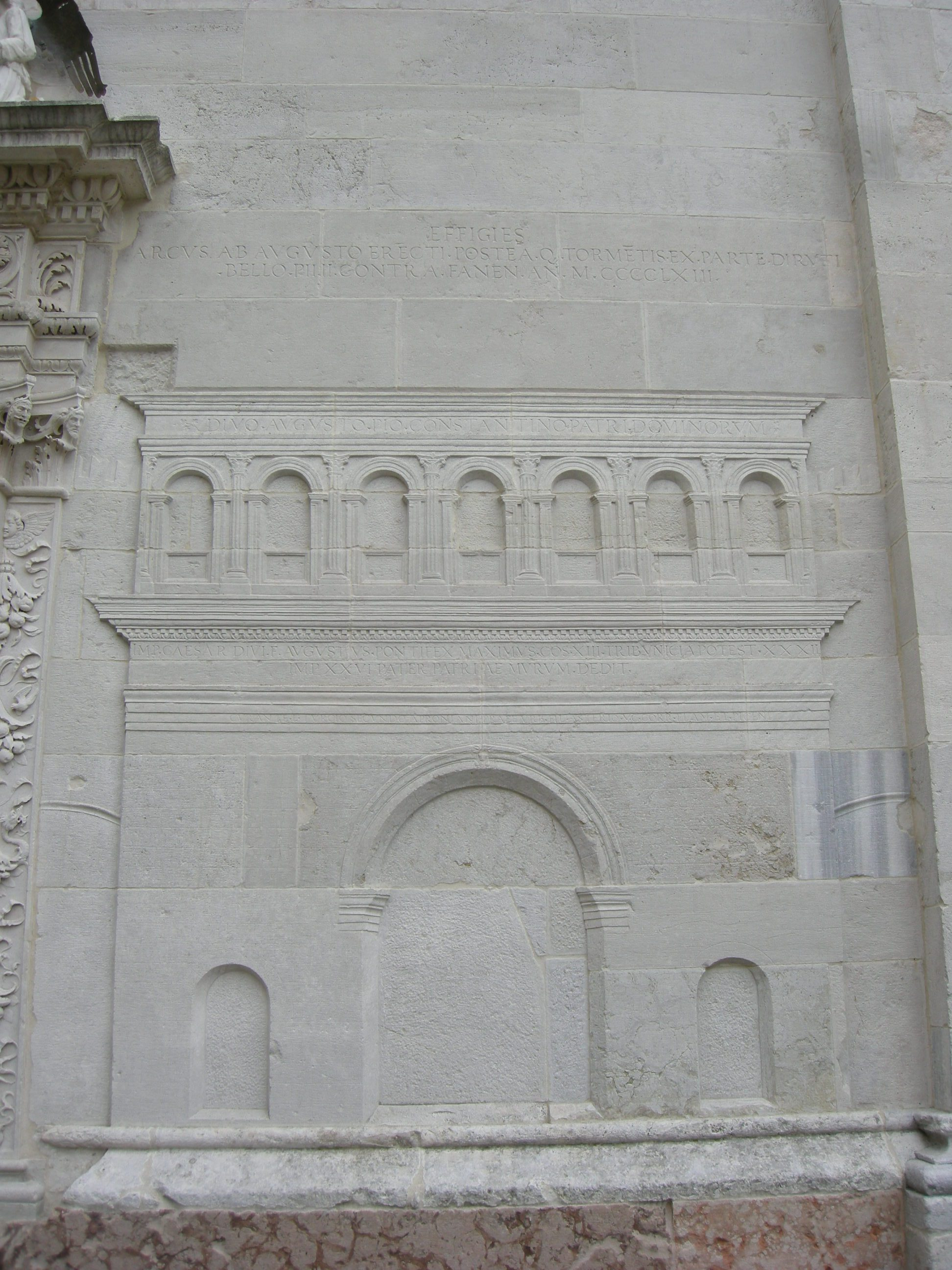
Der Augustusbogen auf einem Relief von Bernardino di Pietro da Carona aus dem Jahr 1512/13 an der Kirche San Michele in Fano

Der Augustusbogen (Arco di Augusto) in Fano ist ein dreitoriger Ehrenbogen, der im Jahr 9 oder 14 n. Chr. zu Ehren von Kaiser Augustus errichtet wurde. Er stellt den Zugang der Via Flaminia zur antiken Stadt Fanum Fortunae dar. Sie wurde unter Augustus als Veteranenkolonie unter dem Namen Colonia Iulia Fanestris eingerichtet und mit einer Stadtmauer versehen, wie die Inschrift des Bogens angibt.

## Geschichte
Der Ehrenbogen wurde im Jahr 9 n. Chr. errichtet. Wahrscheinlich im Jahre 1463 wurde das mit Fenstern zwischen Halbsäulen gegliederte und von einer Gebälkzone abgeschlossene Obergeschoss des Triumphbogens während der Belagerung von Fano durch Federico da Montefeltro zerstört. Auch die einst den Bogen flankierenden U-förmigen Türme der augusteischen Bauphase wurden in diesem Zusammenhang schwer beschädigt und in den folgenden drei Jahrzehnten abgetragen. Eine im Jahr 1512/13 und somit rund fünfzig Jahre nach Zerstörung des Bogens angefertigte Darstellung des Augustusbogens mit Obergeschoss aus der Hand des Architekten und Bildhauers Bernardino di Pietro da Carona (etwa 1470–1515) befindet sich als großformatiges Relief an der Wand der benachbarten Kirche San Michele. Für deren 1504 abgeschlossene Errichtung wurde in einem beträchtlichen Umfang auf das Baumaterial des zerstörten Bogens zurückgegriffen.

## Inschrift
Auf der stadtauswärts gelegenen Seite des Ehrenbogens war folgende Widmungsinschrift angebracht, von der aber nur noch die beiden mittleren, auf die augusteische Widmung zurückgehenden Zeilen der Frieszone und die letzte Zeile auf dem Architrav erhalten sind. Letztere zeugt von einer Umwidmung des Bogens an den bereits verstorbenen Konstantin den Großen aus der Zeit nach 337 n. Chr. Dessen Name war in einer aus Zeichnungen bekannten ersten Zeile auf dem Gebälk des Obergeschosses genannt, von der lediglich ein einzelner Inschriftenstein mit dem Titel Augusto erhalten ist. Die erstmals von Cyriacus von Ancona im Jahr 1435 überlieferte Inschrift lautete insgesamt:
Divo Augusto Pio Constantino patri dominorum

Imp(erator) Caesar(is) divi f(ilius) Augustus pontifex maximus co(n)s(ul) XIII tribunicia potest(ate) XXXII

imp(erator) XXVI pater patriae murum dedit

curante L(ucio) Turcio Secundo Aproniani praef(ecti) urb(i) fil(io) Asterio v(iro) c(larissimo) corr(ectori) Flam(inicae) et Piceni
Die Epigraphische Datenbank Heidelberg gibt die Zeilen 2 und 3 der Inschrift mit
Imp(erator) Caesar Divi f(ilius) Augustus pontifex maximus co(n)s(ul) XIII tribunicia potest(ate) XXX<V>II imp(erator) XX{V}I pater patriae murum dedit
wieder und folgt hierin Marietta Horster bezüglich der Zählungen von tribunicia potestas und Imperatorenakklamation. Horster vertritt aufgrund ihrer Lesung eine Datierung der Inschrift und des Bogens in das Jahr 14 n. Chr., da Augustus nur 21-mal die Akklamation angenommen hatte, die Angaben mithin nicht stimmig und vermutlich mit einer Restaurierung des 4. Jahrhunderts zu verbinden sind. Im Rahmen dieser Maßnahmen seien die vergoldeten Buchstaben augusteischer Zeit abgenommen und mit einem falsch positionierten V wieder angebracht worden. Die Angaben seien schlüssig nur durch eine entsprechende Korrektur zu lesen und verwiesen auf das letzte Regierungsjahr des Augustus.